# L'Arc-en-ciel (collection)
Pour les articles homonymes, voir Arc-en-ciel (homonymie).
L'Arc-En-Ciel  est une collection de livres lancée par la Maison de la bonne presse en 1937 avec comme slogan : « Cette collection mensuelle présente des romans de toutes les couleurs, depuis les plus sombres jusqu'aux plus lumineuses. Ils sont modernes, vivants et sains. ».
Ont été publiés entre autres :
1. Arthur Bigordon (Les Tribulations d'un prolétaire embourgeoisé)  - Jean Drault, 1937
2. L´Énigme de Six-Fours  - Jorge El Macho, 1937
3. Les Foulards bruns - J. Geynet
4. Briéron maître chez soi - Jean Mauclère
5. 100 000 dollars au-dessus du lac Michigan - Louis-Thomas Jurdant
6. Le Souterrain de Chardaillan - Pierre La Maurelière, 1938
7. Le Passant d'un soir - Marie Barrère-Affre
8. Le Livre aux clous d'or - Valmée, 1938
9. Maïté - G.-M. Delagny, 1938
10. Pipo chez les banlieusards - Pierre-Étienne Abrioux, 1938
11. Le Voyage de Monsieur Galupin - Jean Drault, 1938
12. Le Roman de Tournebride - Albert Lorry, 1938
13. Au fil du Rhin - Paule Gourlez, 1938
14. Ceux qu'on oublie - Marthe Fiel
15. Une tragédie à l'ambassade par Guy Wirta, 1938
16. L'Île aux grenats - Jean Brierre
17. La Couronne de paille - Marie Barrère-Affre, 1938
18. Le Nid détruit - Marie Veyssière, 1939
19. Hello, New-York ! - Bernard Doumens, 1939
20. La Terre se venge - Pierre d'Aurimont, 1939
21. Le Danger du mystère - Pierre Gourdon
22. Le Pont de la Dormante - Gelven de Pen'Arlan, 1939
23. La Rose sans épines - Jean Mauclère, 1939
24. La Randonnée farouche - Jorge El Macho & André Clautour, 1939
25. Quand Gitane dansa - Paul Mazurk, 1939
26. Le Cristal et l'ambre - Marie Barrère-Affre, 1939
27. La Maison du soleil noir - Louis-Thomas Jurdant, 1940
28. La Dame de Kerdrennec - Pierre Gourdon, 1940
29. Les Chevaliers de Délivrance - Jean Rosmer, 1940
30. Le Puma bleu - Hervé Trémazan, 1941
31. Fleur-de-Neige - M. E. Guillemot, 1941
32. L'Héritière des orangers - Marie Barrère-Affre, 1941
33. Le Cirque Pitenchet - Pierre-Étienne Abrioux, 1941
34. Comme il faudra que je vous aime ! - Gilbert Cloquet, 1941
35. Josette et le bonheur - Sabine Du Jeu, 1941
36. Tel père, telle fille - Louis René-Bazin, 1941
37. Valère ou l'Ascension rédemptrice - Charles Montvaran, 1941
38. Dame Violette et son mari Jean-Loup - Andrée Vertiol et Angel Flory
39. Le Fils de Christine - Guy Wirta, 1942
40. La Dernière Neige - Luce Laurand, 1941
41. La Maison de l'Aigle - M. E. Guillemot, 1941
42. Le Juré Mathieu - Pierre Gourdon, 1941
43. Les Millions de Rosalie - Dominique, 1941
44. Elisabé, ou la Revanche inattendue - Emmanuel Soy, 1941
45. L'Amour de Mathilde - M. E. Guillemot, 1941
46. La Clé du chiffre - Pierre Gourdon, 1941
47. Le Chemin qui s'éclaire - Marcelle Dutheil, 1942
48. L'Institutrice de Bérentré - Charles Montvaran, 1942
49. Qu'as-tu fait de ton frère ? - René Duverne, 1942
50. Le Drame de Chambord - Anne-Marie Gasztowtt, 1943
51. Le Vrai Trésor de Mooréa - Charles Montvaran, 1943